# 七一冰川
七一冰川，于中国甘肃省嘉峪关市西南116公里处，祁连山脈托來山北坡。是亚洲离城市最近的可观赏冰川，但近年来正在不断萎缩。 这座冰川由中国科学院兰州分院的地质工作者（中国科学院高山冰雪利用研究队）和苏联的冰川学家在1958年7月1日的一次考察中发现的，并以此得名。 这座冰川处在坡度小于45度的山坡上。冰峰的海拔达5158.8米，冰舌前沿的海拔也有4304米之高。冰川的冰层平均厚度是78米，最厚处甚至可达120米。冰川总长为3.5公里，最宽的地方2.4公里，有1.6亿立方的储水量。七一冰川旅游区有大约约4平方公里。

## 地理位置

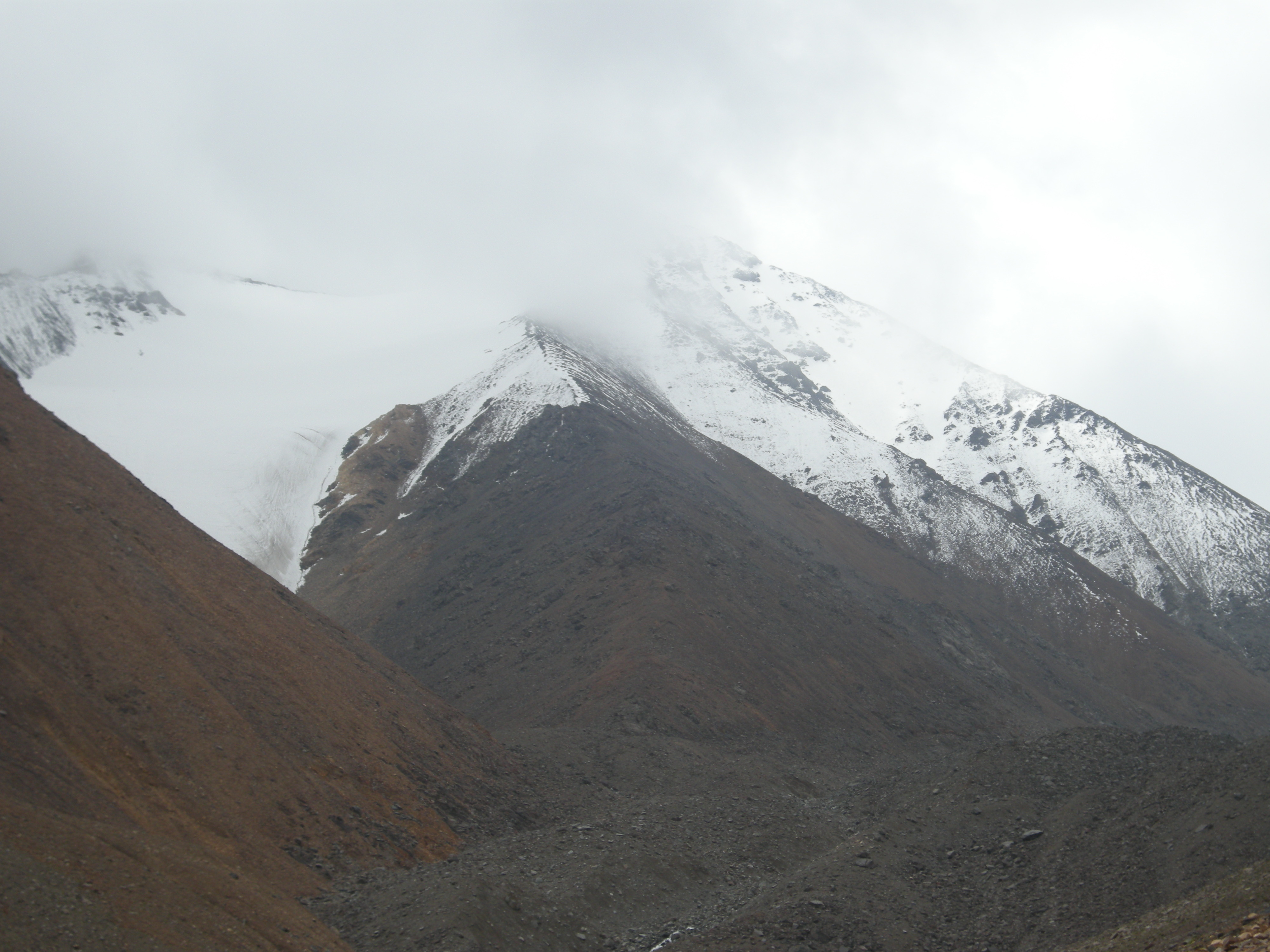
七一冰川

七一冰川位于祁连山腹地。祁连山是河西走廊南侧的一群平行排列的褶皱断块山脉。该山上一共有3066条冰川，总面积为2062.72平方公里，冰川储量为1145亿立方米，七一冰川是其中的一处冰川。

## 历史
上世纪50年代，为了开发建设河西走廊，甘肃省和中国科学院商定，开展对祁连山冰川的大规模考察活动，并计划用半年，将祁连山冰川资源的分布和数量基本搞清楚，为以后大规模融化冰雪，增加河西走廊灌溉水量创造条件。于是，在10天内组建了中国第一个冰川考察队——高山冰雪利用研究队，队员多达百人，并且聘请了苏联冰川专家道尔古辛教授做顾问同行。我国著名冰川学家施雅风担任副队长。七一冰川就是这支队伍发现的第一座冰川。

## 旅游信息
1986年，嘉峪关市将“七一冰川”列为旅游景点。

## 不良现状
- 由于旅游区内缺少垃圾桶，有许多游客随手乱丢垃圾。再加上景区缺乏管理，有些区域甚至出现了“垃圾围冰”的现象。[4]
- 由于全球气候变暖，七一冰川正在不断萎缩。[1]